# Ferrovia Asmara-Biscia
La ferrovia Asmara–Biscia era una linea ferroviaria costruita in Eritrea durante l'occupazione coloniale italiana, che collegava la capitale con le zone agricole dell'ovest.

## Storia
| Tratta              | Inaugurazione    |
| ------------------- | ---------------- |
| Asmara–Dem Sebai    | 20 ottobre 1914  |
| Dem Sebai–Cheren    | 1º dicembre 1923 |
| Cheren–Agat         | 16 febbraio 1925 |
| Agat–Darotai        | 12 marzo 1926    |
| Darotai–Mai Adarte  | 7 maggio 1926    |
| Mai Adarte–Umfutat  | 21 marzo 1927    |
| Umfutat–fiume Barca | 30 ottobre 1927  |
| fiume Barca–Agordat | 17 febbraio 1928 |
| Agordat–Biscia      | 7 marzo 1932     |

Una volta collegata la capitale Asmara con il porto sul Mar Rosso di Massaua, si pensò a prolungare la linea verso ovest, toccando le zone di ricca produzione agricola lungo i fiumi Barca e Gasc. Secondo i progetti, la linea si sarebbe biforcata ad Elit, raggiungendo da un lato Tessenei e Cassala, nel Sudan Anglo-Egiziano, e dall'altro Omhajer, ai confini con l'Etiopia.
I lavori di costruzione iniziarono nel 1913, permettendo di aprire il primo tronco, fino a Dem Sebai, già nel 1914 (limitatamente al traffico merci); dopo la pausa dovuta alla prima guerra mondiale, i tratti successivi, fino ad Agordat, furono attivati per tappe fra il 1923 e il 1928. I lavori proseguirono quindi con la costruzione della sede ferroviaria fino a Tessenei, posando però il binario solo fino alla località di Biscia; le tensioni con la Gran Bretagna seguite alla guerra d'Etiopia (1935-36) determinarono l'abbandono del progetto. Il tratto Agordat-Biscia, già completato, vide un limitato servizio viaggiatori in seguito all'introduzione delle littorine, ma fu demolito durante la seconda guerra mondiale dagli occupanti britannici, che riutilizzarono le rotaie sulle linee del Sudan.
Nel dopoguerra, con l'annessione dell'Eritrea all'Etiopia, la linea visse un lento declino, fino alla chiusura avvenuta nel 1978 in seguito ai danneggiamenti subiti nel corso della guerra d'indipendenza eritrea.

## Percorso
| Continuation backward |

| Unknown route-map component "KBHFxe" |

| Unknown route-map component "exHST" |

| Unknown route-map component "exBHF" |

| Unknown route-map component "exBHF" |

| Unknown route-map component "exBHF" |

| Unknown route-map component "exBHF" |

| Unknown route-map component "exBHF" |

| Unknown route-map component "exWBRÜCKE1" |

| Unknown route-map component "exBHF" |

| Unknown route-map component "exBHF" |

| Unknown route-map component "exBHF" |

| Unknown route-map component "exBHF" |

| Unknown route-map component "exHST" |

| Unknown route-map component "exBHF" |

| Unknown route-map component "exBHF" |

| Unknown route-map component "exBHF" |

| Unknown route-map component "exBHF" |

| Unknown route-map component "exBHF" |

| Unknown route-map component "exBHF" |

| Unknown route-map component "exBHF" |

| Unknown route-map component "exBHF" |

| Unknown route-map component "exhKRZWae" |

| Unknown route-map component "exhKRZWae" |

| Unknown route-map component "exBHF" |

| Unknown route-map component "exHST" |

| Unknown route-map component "exLSTR" |

## Galleria d'immagini

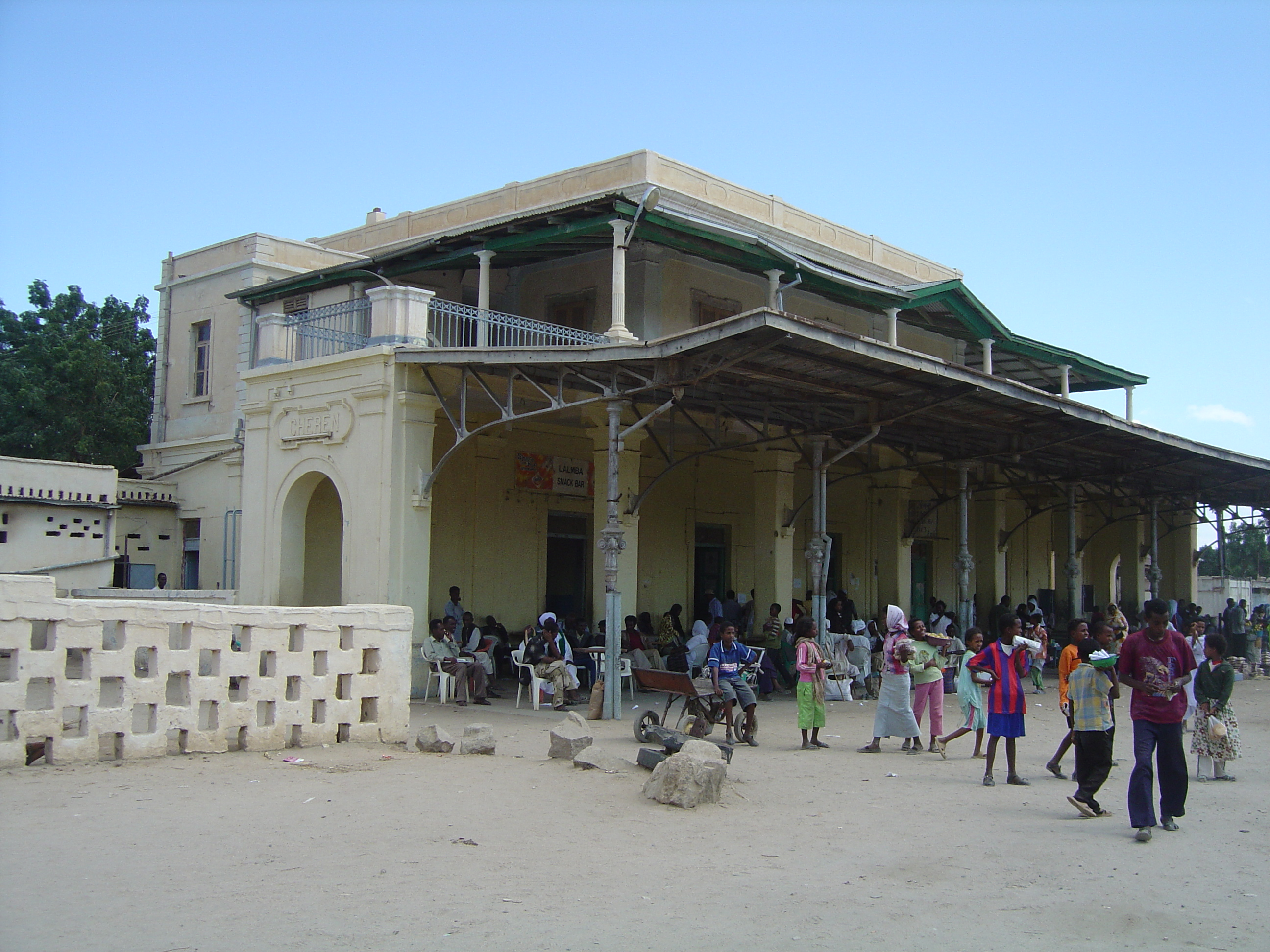
La stazione di Cheren.
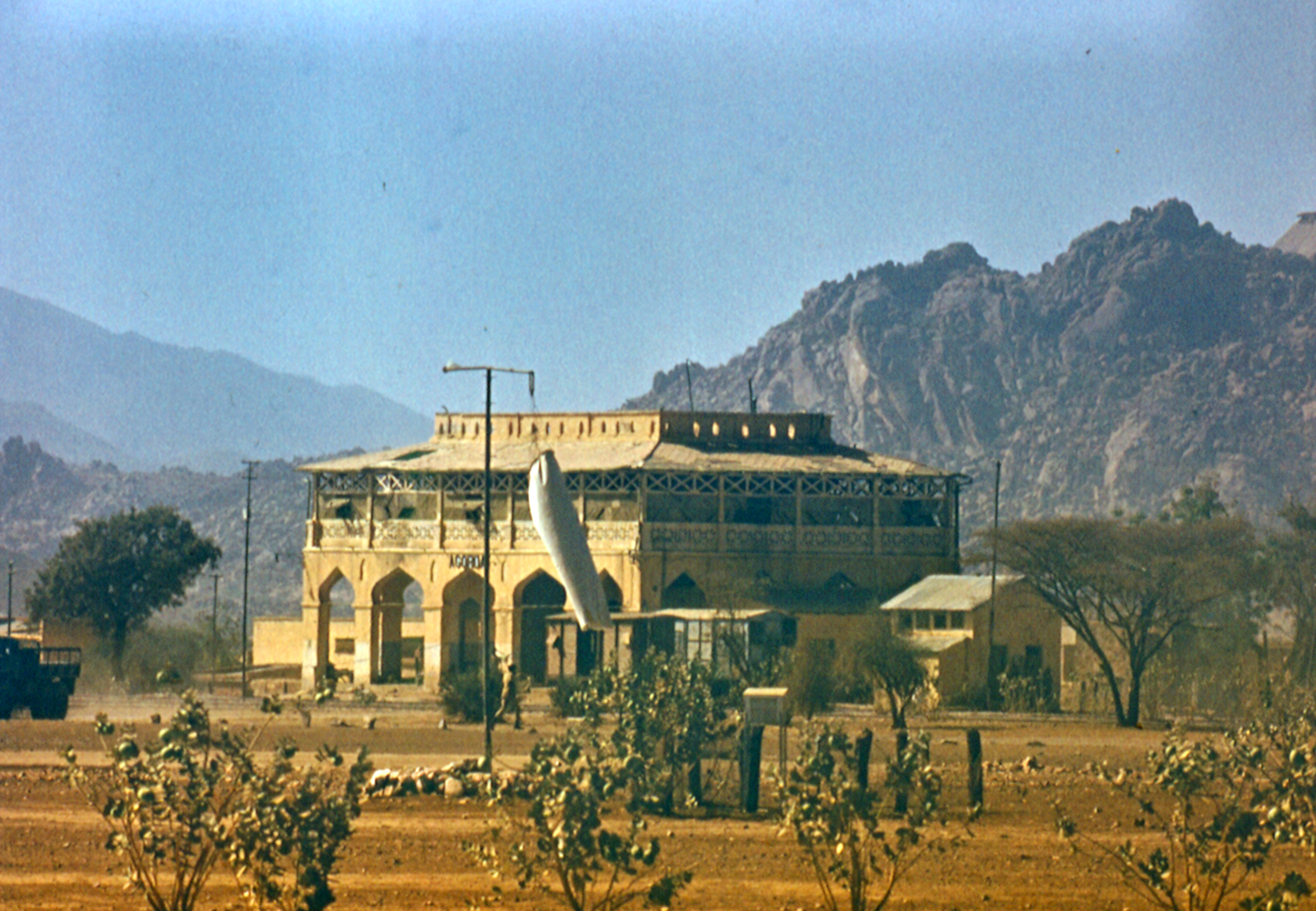
La stazione di Agordat.

### Fonti
- Paolo Bartolozzi, Treni italiani in Eritrea, in "I Treni Oggi" n. 37 (marzo 1984).
- Gian Guido Turchi, Treni italiani d'Eritrea, Editrice Trasporti su Rotaie, 2003.

### Testi di approfondimento
- Il primo tronco della ferrovia eritrea Asmara-Kehren, in Rivista tecnica delle ferrovie italiane, febbraio 1912.
- Le ferrovie dell'Eritrea, in Rivista tecnica delle ferrovie italiane, giugno 1913.
- C. Tonetti, La ferrovia Asmara-Cheren, in Rivista tecnica delle ferrovie italiane, novembre 1922.
- Aldo Riccardi, Eritrea. Appunti sulla storia ferroviaria di una ex colonia italiana, Firenze, Pegaso Edizioni, 2018, ISBN 978-88-95248-86-8.